# 东湖街道 (大庆市)
东湖街道是中华人民共和国黑龙江省大庆市让胡路区下辖的一个街道办事处。

## 行政区划
东湖街道下辖以下村级行政区划单位：
东湖一社区、东湖二社区、东湖三社区、东湖四社区、东湖五社区、东湖上城社区。